# Limacella
Limacella là một chi gồm khoảng 20 loài nấm trong họ Amanitaceae, bộ Agaricales. Một số loài đã từng được xếp vào chi Lepiota.
Theo các hệ thống phân loại cũ thì Limacella được xếp trong họ Pluteaceae.

## Hình ảnh

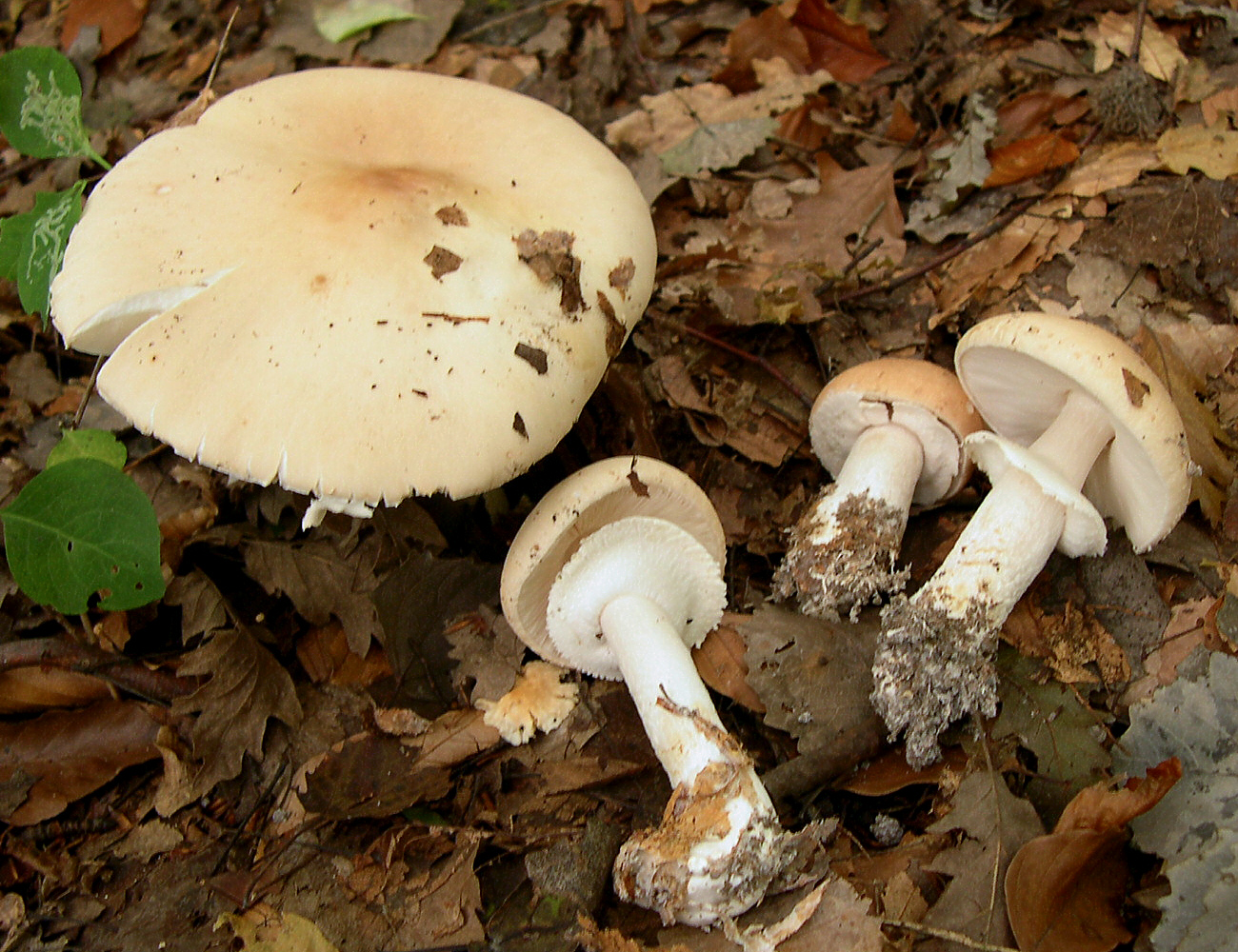
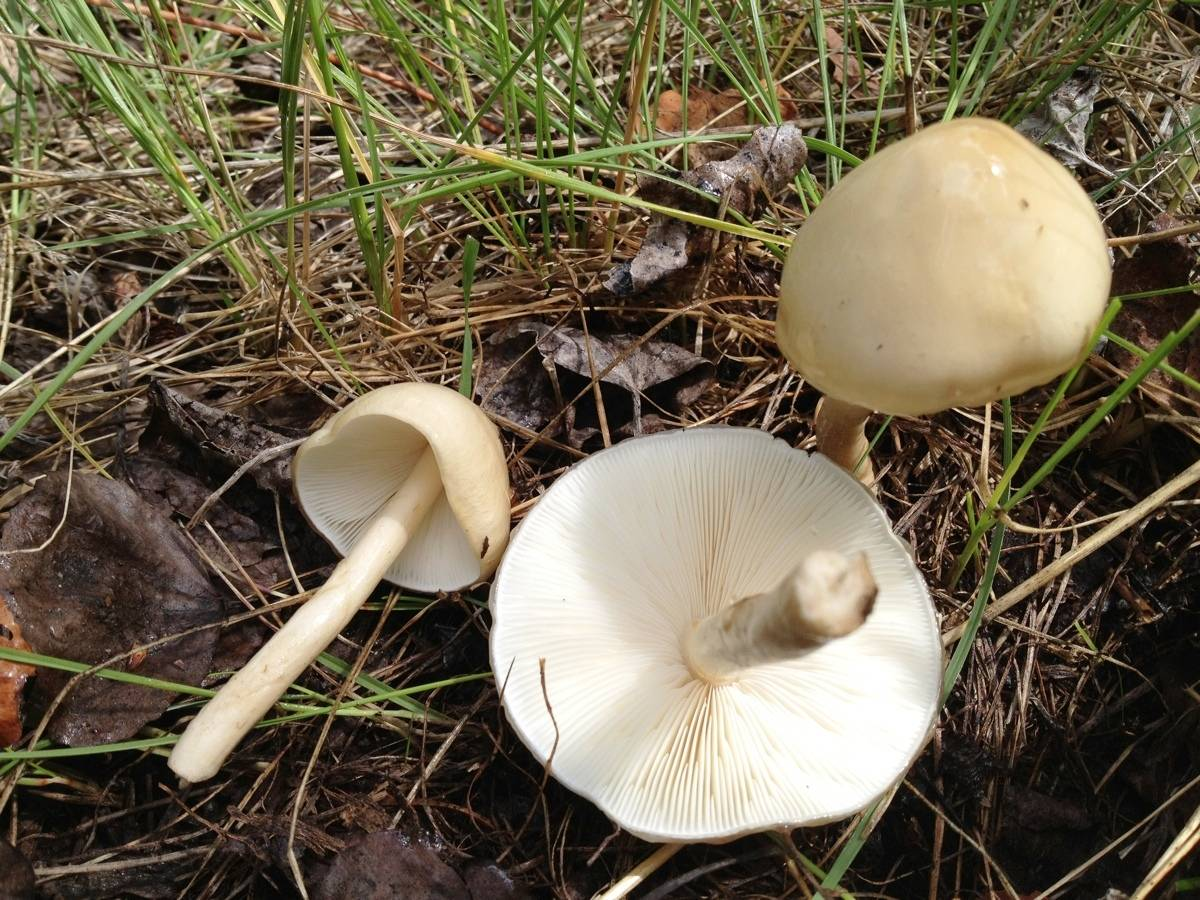
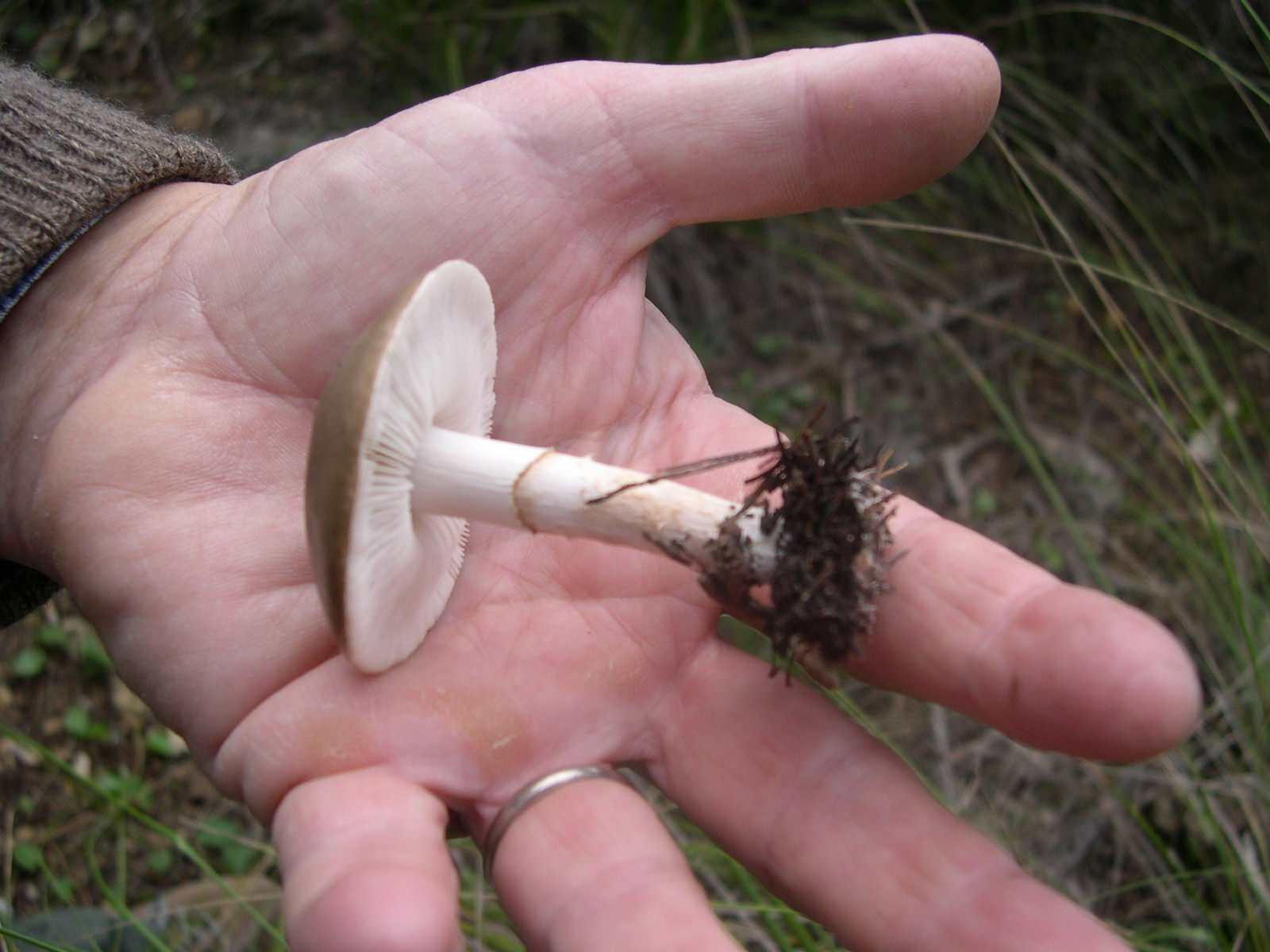
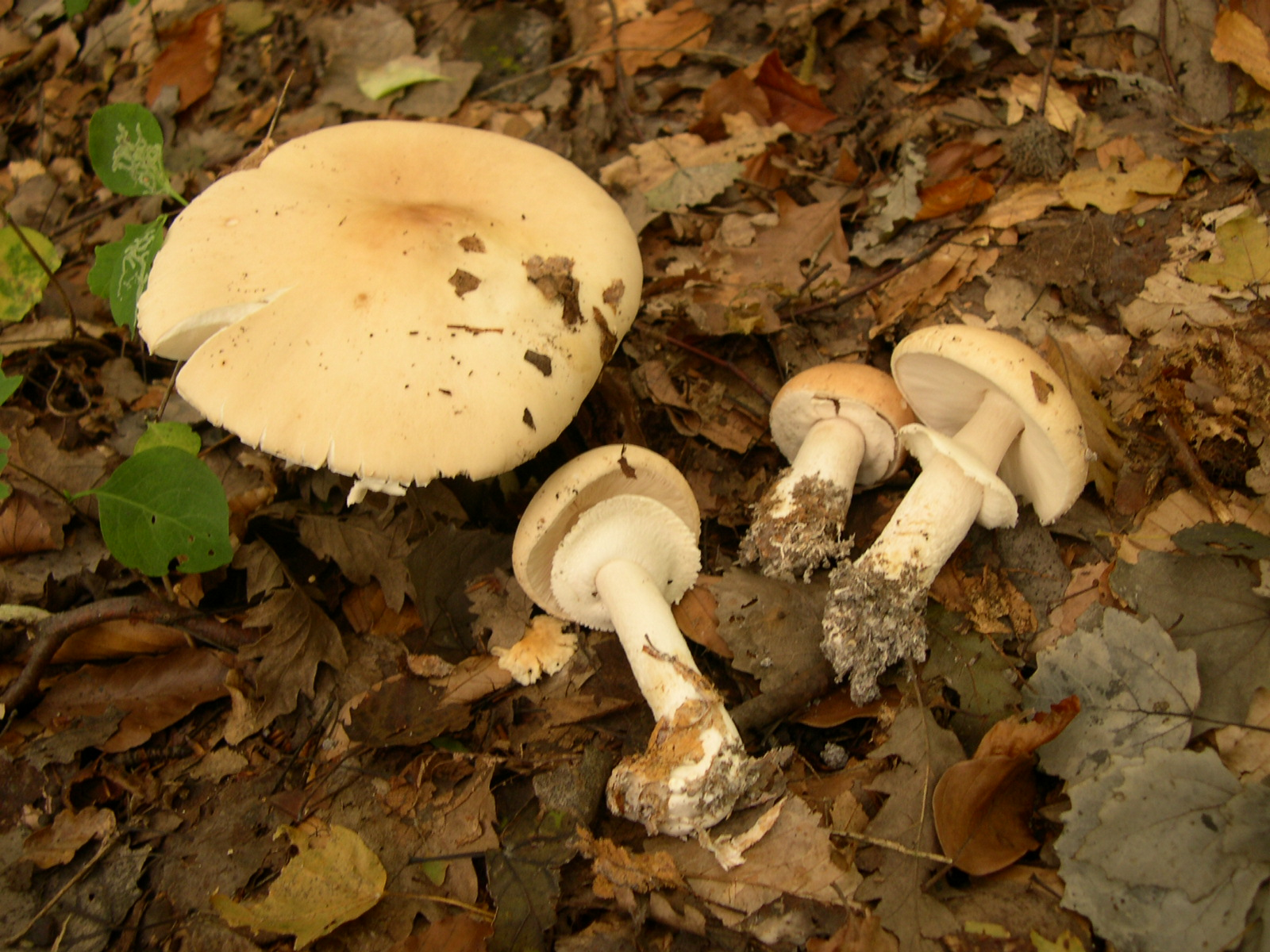

## Danh sách loài
- Limacella alachuana
- Limacella anomologa
- Limacella arida
- Limacella asperulospora
- Limacella bentista
- Limacella broadwayi
- Limacella delicata
- Limacella floridana
- Limacella fulvodisca
- Limacella furnacea
- Limacella glischra
- Limacella grisea
- Limacella guttata
- Limacella illinita
- Limacella kauffmanii
- Limacella laeviceps
- Limacella magna
- Limacella mcmurphii
- Limacella megalopoda
- Limacella myochroa
- Limacella myxodictyon
- Limacella oaxacana
- Limacella oblita
- Limacella ochraceolutea
- Limacella ochraceorosea
- Limacella olivaceobrunnea
- Limacella persoonii
- Limacella pitereka
- Limacella quilonensis
- Limacella rhodopus
- Limacella roseicremea
- Limacella roseofloccosa
- Limacella singaporeana
- Limacella solidipes
- Limacella steppicola
- Limacella subfurnacea
- Limacella subglischra
- Limacella subillinita
- Limacella subpessundata
- Limacella taiwanensis
- Limacella whereoparaonea